# Семь святых дев
Семь святых дев — почитаемые Православной церковью семь раннехристианских мучениц, пострадавших в начале IV века во время великого гонения при императоре Диоклетиане. Житие мучениц Текусы, Фаины, Клавдии, Матроны, Иулии, Александры и Евфрасии приводится в составе жития мученика Федота, которому Текуса приходилась тёткой. Память святым девам совершается 18 мая и 6 ноября (по юлианскому календарю).
Согласно житию, «семь благочестивых девственниц, с юных лет воспитанных в благочестии и страхе Божием, соблюдавших чистоту телесную и душевную и обручивших себя нетленному и бессмертному Жениху, Христу» проживали в Анкире (современная Анкара). Правитель города Феоткен арестовал их в числе прочих христиан и подверг мучениям, которые не поколебали их веры. После этого, как пишет Димитрий Ростовский:

…он отдал их блудным юношам на осквернение, понося их и ругаясь над благочестием христианским. …один бесстыдной юноша, привлек к себе старшую из девственниц, Текусу, намереваясь осквернить её. Она же, ухватив его за ноги, со слезами сказала ему: «Чадо! Какое наслаждение может доставить вам наше тело, изможденное старостью, постом, болезнями и мучениями, как вы это сами видите! Мне уже более семидесяти лет. И прочие сестры мои немного моложе меня. Не подобает вам, столь юным людям, прикасаться к телам как бы уже мёртвым, которые в скором времени вы увидите съедаемыми зверями и птицами, так как игемон уже почти приговорил нас к смерти.»

 Таковые слова Текусы привели этого юношу и его товарищей в умиление; оставив своё плотское вожделение, юноши те начали плакать и отошли от святых девственниц, не причинив им никакого зла.

После этого Феоткен повелел назначить дев жрицами Артемиды и в торжественном шествии провёз их обнажёнными перед жителями города. После того, как мученицы отказались участвовать в обряде омовения идолов, он приказал их утопить в озере. Тела дев были взяты местными христианами и погребены у церкви святых патриархов Авраама, Исаака и Иакова.
В память семи святых дев старообрядцами на реке Керженец во второй половине XVII века был основан скит «Семь дев».

## См.также
- Притча о десяти девах